# St. Michael (St. Ingbert)
Die Kirche St. Michael ist eine römisch-katholische dem heiligen Michael gewidmete Pfarrkirche in St. Ingbert. In der Denkmalliste des Saarlandes ist das Kirchengebäude als Einzeldenkmal aufgeführt.

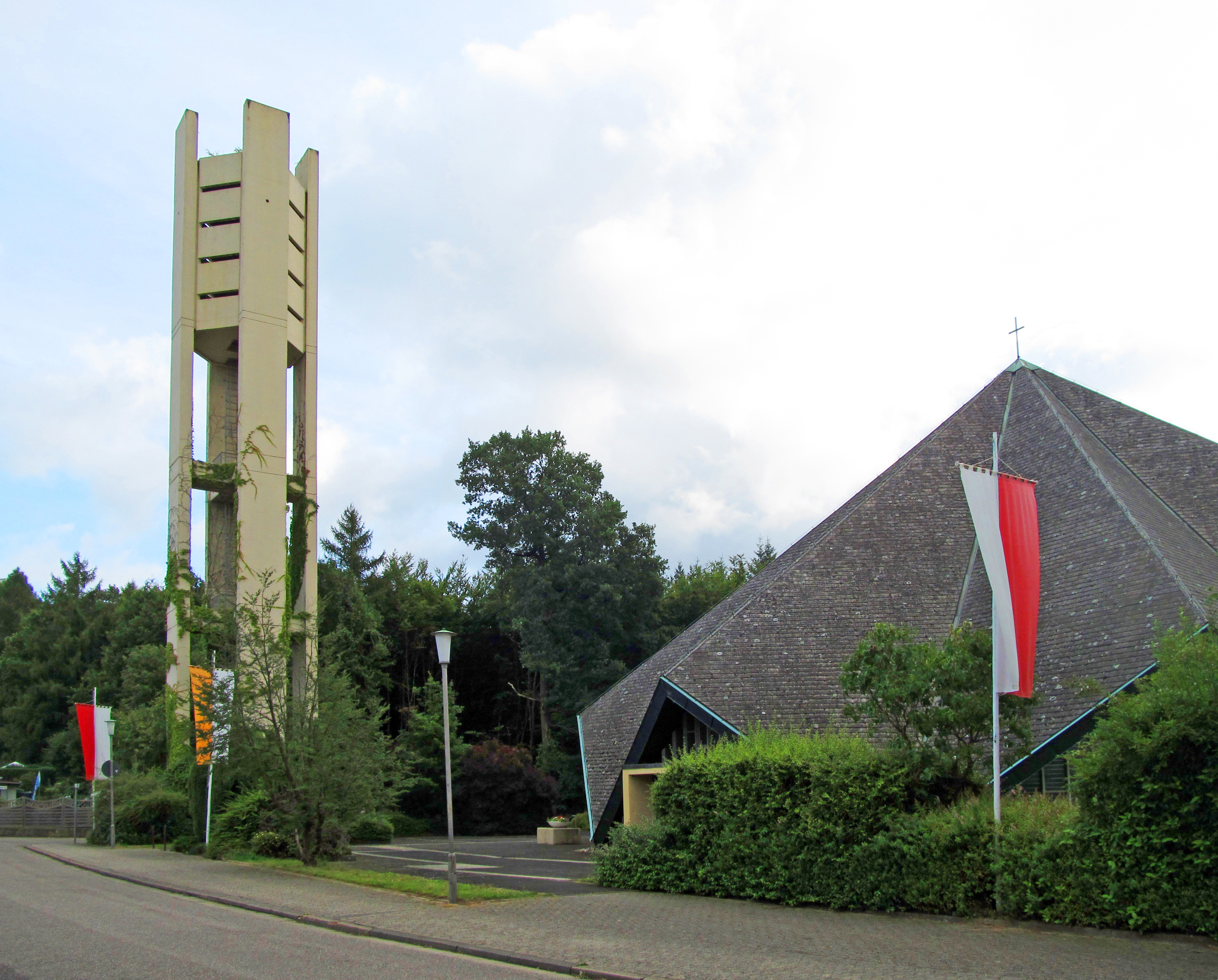
Pfarrkirche St. Michael, St. Ingbert

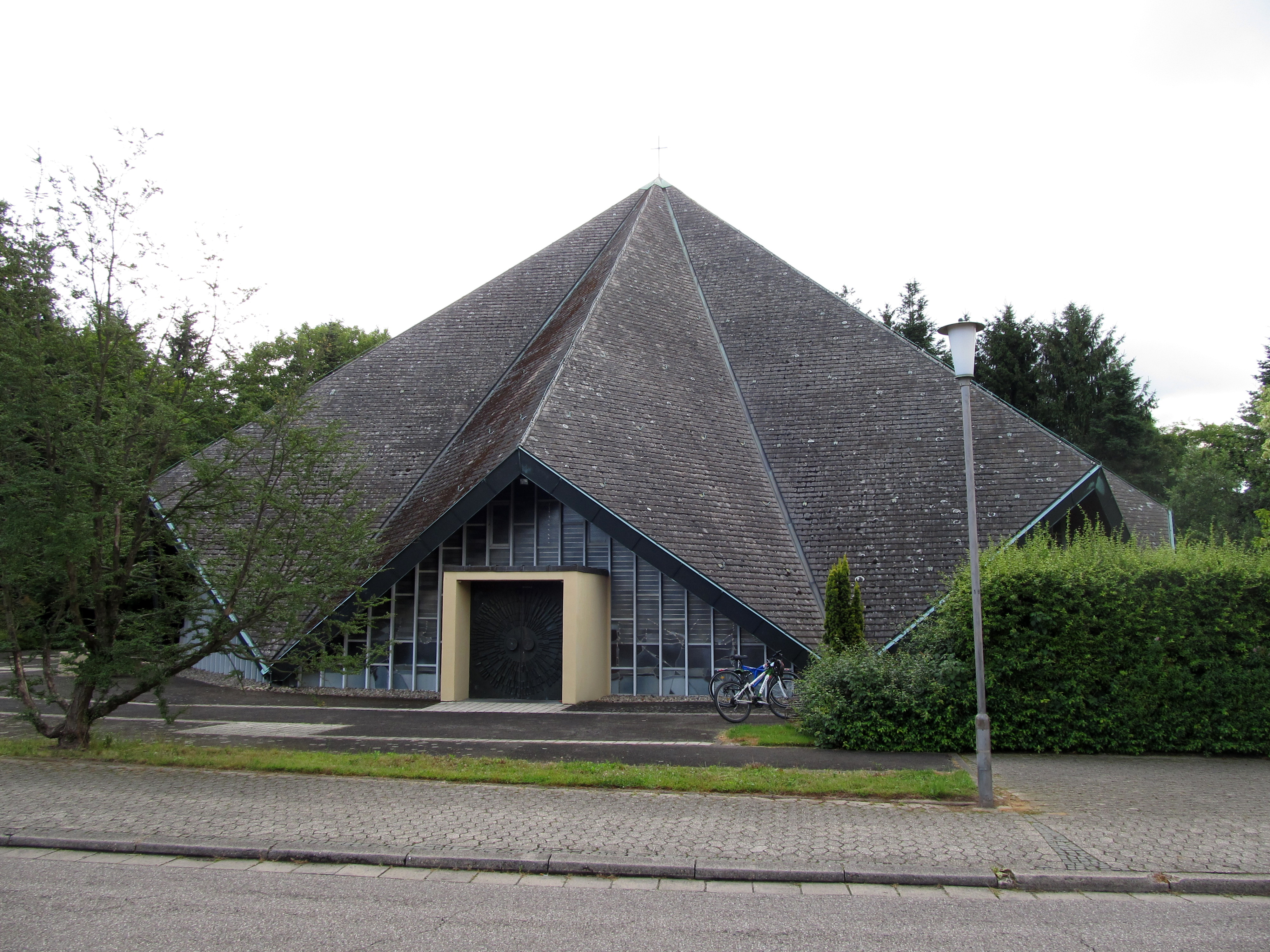
Das zeltförmige Kirchengebäude

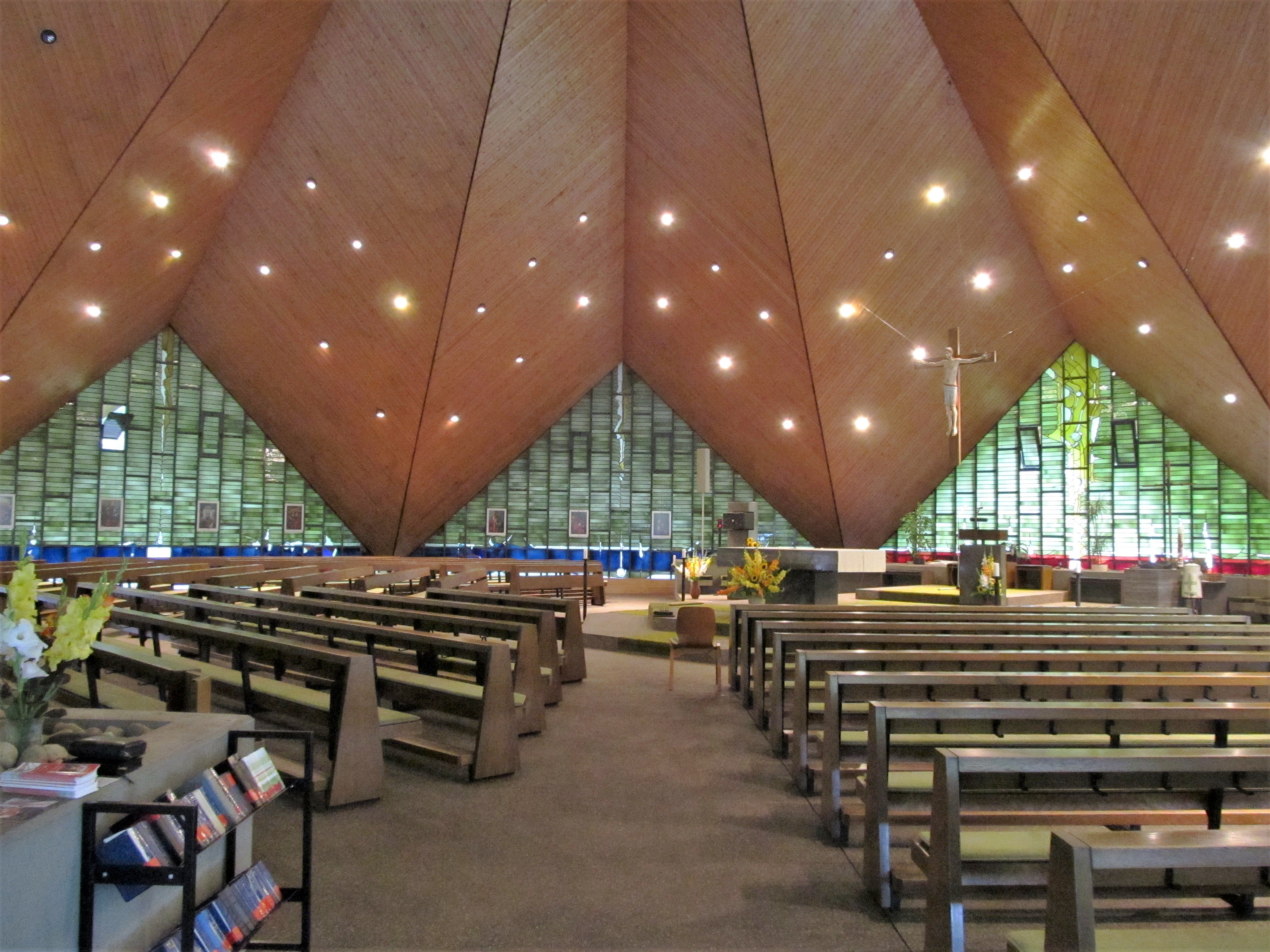
Blick ins Innere der Kirche

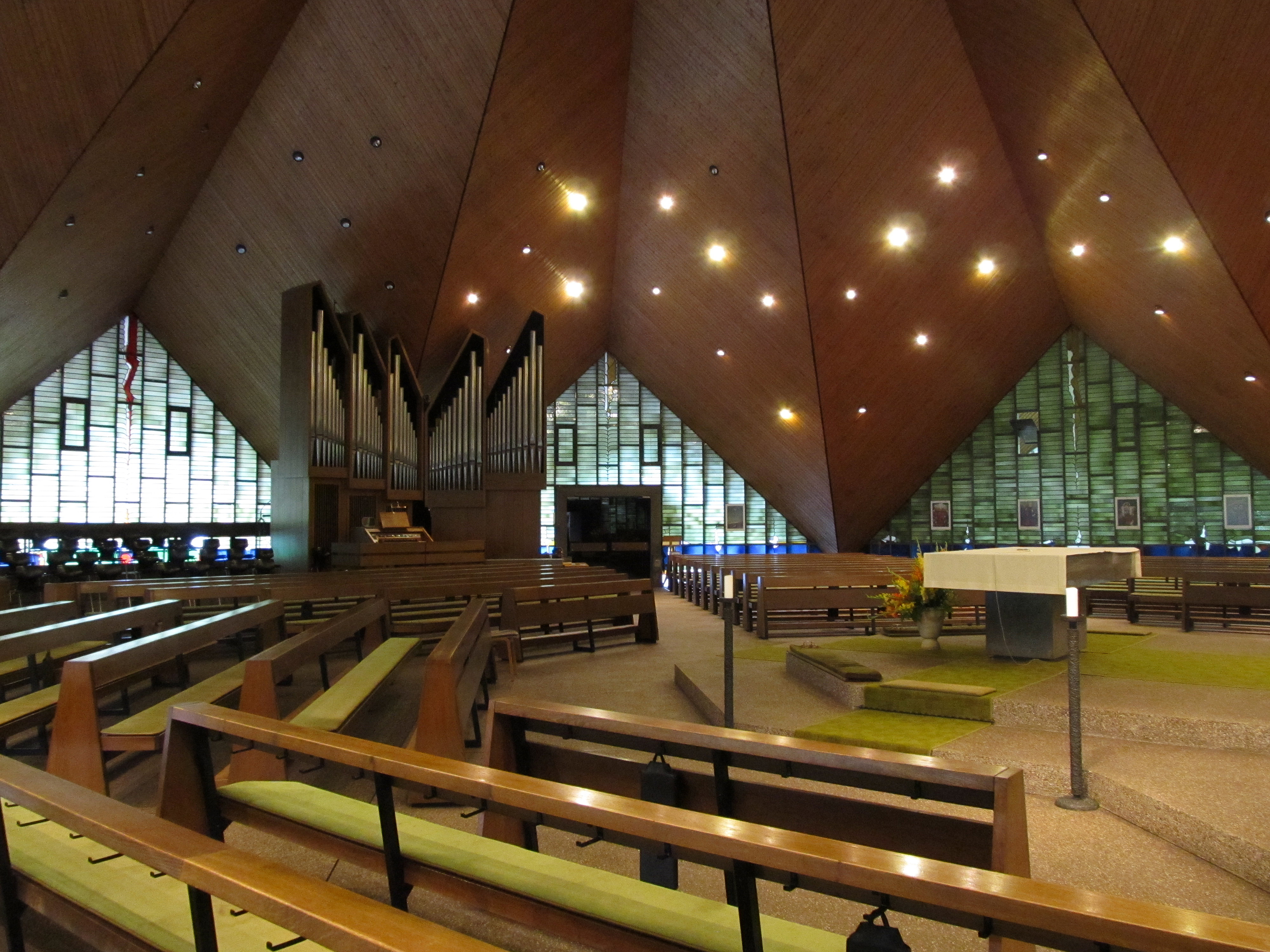
Orgelprospekt

## Geschichte
Der Bau der Kirche erfolgte in den Jahren 1964 bis 1967 nach Plänen des Architekten Hanns Schönecker (St. Ingbert). Die Einweihung fand am 15. Oktober 1967 statt.

## Architektur und Ausstattung
Die Grundform des Kirchengebäudes ist ein Achteck, über dem sich ein Dach in Form eines Zeltes erhebt. Die Form des Zeltes wurde bewusst gewählt, da die Kirche das Zelt Gottes auf Erden symbolisieren soll. Die Architektur nimmt Bezug auf folgende Stelle aus der Offenbarung des Johannes im Neuen Testament:

„Da hörte ich eine laute Stimme vom Thron her rufen: Seht, die Wohnung Gottes unter den Menschen! Er wird in ihrer Mitte wohnen, und sie werden sein Volk sein; und er, Gott, wird bei ihnen sein. Er wird alle Tränen von ihren Augen abwischen: Der Tod wird nicht mehr sein, keine Trauer, keine Klage, keine Mühsal. Denn was früher war, ist vergangen. Er, der auf dem Thron saß, sprach: Seht, ich mache alles neu.“

Christus als Mitte der Gemeinschaft wird durch die halbkreisförmige Anordnung der Kirchenbänke um den Altar symbolisiert.
Der Glasmaler Ferdinand Selgrad (Spiesen-Elversberg) schuf 1964 die Glasfensterwände, der Bildhauer Horst Linn (Homburg) im gleichen Jahr die Portale.
Unter der Kirche befindet sich die Pirminiuskapelle mit einer Reliquie des heiligen Pirminius.

## Orgel
Die Orgel der Kirche wurde 1978 vom Orgelbauer Paul Ott (Göttingen) erbaut. Das Instrument, das ebenerdig aufgestellt ist und einen freistehenden Spieltisch besitzt, verfügt über 21 Register verteilt auf zwei Manuale und Pedal. Die Windladen sind mechanische Schleifladen mit elektrischer Registertraktur.
| I Hauptwerk C–g3 |             |    |
| 1.               | Prinzipal   | 8′ |
| 2.               | Holzflöte   | 8′ |
| 3.               | Oktav       | 4′ |
| 4.               | Offenflöte  | 2′ |
| 5.               | Mixtur IV-V |    |
| 6.               | Trompete    | 8′ |

| II Positiv C–g3 |             |        |
| 7.              | Rohrflöte   | 8′     |
| 8.              | Spitzgambe  | 8′     |
| 9.              | Prinzipal   | 4′     |
| 10.             | Koppelflöte | 4′     |
| 11.             | Oktav       | 2′     |
| 12.             | Nasat       | 2 ⁄3′  |
| 13.             | Terz        | 1 3⁄5′ |
| 14.             | Sifflöte    | 1′     |
| 15.             | Scharff IV  |        |
| 16.             | Schalmey    | 8′     |
|                 | Tremulant   |        |

| Pedal C–f1 |             |     |
| 17.        | Subbass     | 16′ |
| 18.        | Oktavbass   | 8′  |
| 19.        | Rohrgedackt | 8′  |
| 20.        | Choralbass  | 4′  |
| 21.        | Fagott      | 16′ |

- Koppeln: II/I, I/P, II/P
- Spielhilfen: 5-facher elektronischer Setzer

## Glocke
Die Kirche hat als Leihglocke der Stadt St. Ingbert die frühere Gemeindeglocke von Schnappach erhalten. Dieses Exemplar des Zweibrücker Glockengussmeisters Gustav Schuler stammt aus dem Jahr 1868. Die heute denkmalgeschützte Glocke überstand die beiden Weltkriege ohne größere Schäden. Sie läutet heute nur noch zu Gottesdiensten.
| Nr. | Nominal | Gussjahr | Gießer, Gussort             | Durchmesser (cm) | Inschrift                                                        |
| 1   | c2      | 1868     | Gustav Schuler, Zweibrücken | 75               | EIGENTHUM DER GEMEINDE SCHNAPPBACH GEGOSSEN GUSTAV SCHULER 1868. |